# Vitpannad nunnefågel
Vitpannad nunnefågel (Monasa morphoeus) är en fågel i familjen trögfåglar inom ordningen jakamar- och trögfåglar.

## Utseende
Vitpannad nunnefågel är en rätt stor mörkgrå fågel med platt huvud och upprätt hållning. Tydligt vitt i pannan och på hakan samt lysande röd näbb är karakteristiska drag.

## Utbredning och systematik
Vitpannad nunnefågel förekommer från Honduras i norr till Bolivia i söder. Den delas in i sju underarter med följande utbredning:
- grandior/fidelis-gruppen
  - Monasa morphoeus grandior – förekommer i karibiska sluttningen från Honduras och Nicaragua till västra Panama
  - Monasa morphoeus fidelis – förekommer i östra karibiska Panama och nordvästra Colombia (i öster till södra Córdoba)
- pallescens/sclateri-gruppen
  - Monasa morphoeus pallescens – förekommer från sydöstra Panama till västra Colombia (södra till övre Río San Juan)
  - Monasa morphoeus sclateri – förekommer i norra och centrala Colombia (södra Magdalenadalen till norra Tolima)
- morphoeus-gruppen
  - Monasa morphoeus peruana – förekommer från sydöstra Colombia till södra Venezuela, nordöstra Bolivia och övre Amazonas, Brasilien
  - Monasa morphoeus rikeri – förekommer i Amazonområdet i Brasilien från östra Rio Tapajós till Piauí
  - Monasa morphoeus morphoeus – förekommer i östra Brasilien (södra Bahia till Rio de Janeiro)

## Levnadssätt
Vitpannad nunnefågel hittas i beskogade områden, där den ofta ses sitta på en exponerad gren på medelhög till hög höjd. Den kan också påträffas i skogsbryn och på hyggen. Fågeln uppträder i par eller små familjegrupper. Ofta agerar den ledare i kringvandrande artblandade flockar.

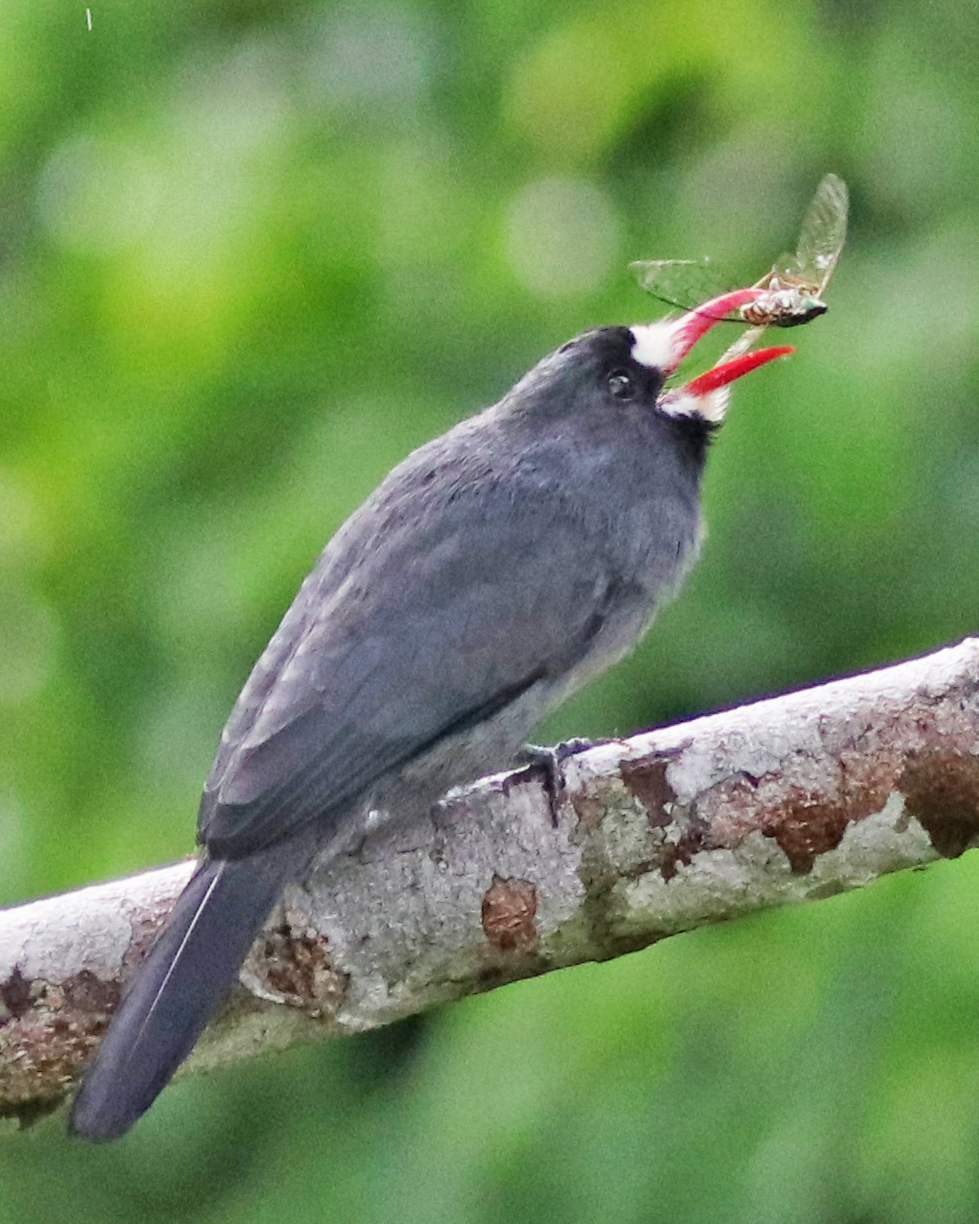

## Status och hot
Arten har ett stort utbredningsområde, men tros minska i antal, dock inte tillräckligt kraftigt för att den ska betraktas som hotad. Internationella naturvårdsunionen IUCN listar arten som livskraftig (LC). Beståndet uppskattas till i storleksordningen fem till 50 miljoner vuxna individer.